# 段龙章
段龙章（1920年2月—1971年9月），陕西省耀县人。中国人民志愿军第六十军第180师副师长。

## 生平
1947年8月1日率所部升级为太岳军区第24旅第70团任团长。1949年任中国人民解放军第六十军第180师副师长。抗美援朝第五次战役所在部队被围失利，被留党察看一年、降职为第六十军作战处长。1952年评正团级。1954年任第六十军第181师炮兵副师长（正团职）。1955年入南京军事学院炮兵系学习。1955年被授予中校军衔。1959年任第十二军炮兵主任（副师职），晋升上校军衔。1964年任上海警备区炮兵室主任（副师职）。
1971年9月冠心病突发病逝于上海，时年51岁。